# Авелумаб
Авелумаб, що продається під торговою маркою Bavencio, є повністю людським моноклональним антитілом для лікування карциноми клітин Меркеля, уротеліальної карциноми та нирково-клітинної карциноми. 
Поширені несприятливі реакції включають втомлюваність, кістково-м'язовий біль, діарею, нудоту, реакції, пов’язані з інфузією, висип, зниження апетиту та набряки кінцівок (периферичний набряк). 
Авелумаб націлений на білок-ліганд запрограмованої смерті 1 (PD-L1). У січні 2017 року Європейське агентство з лікарських засобів (EMA) визнало його орфанним препаратом для лікування раку шлунка. У березні 2017 року Управління продовольства і медикаментів США (FDA) схвалило його для лікування карциноми клітин Меркеля,  агресивного типу раку шкіри. Для цього показання EMA дозволило авелумаб у вересні 2017 року. Авелумаб був розроблений компаніями Merck KGaA та Pfizer.

## Медичне використання
У березні 2017 року Управління з продовльства і медикаментів США (FDA) за прискореною процедурою схвалило авелумаб для лікування людей віком від 12 років із метастатичною карциномою клітин Меркеля.  
У травні 2017 року FDA схвалило авелумаб для людей з місцево-поширеною або метастатичною уротеліальною карциномою, у яких хвороба прогресувала під час або після хіміотерапії на основі препаратів платини, або протягом дванадцяти місяців неоад’ювантної або ад’ювантної хіміотерапії, що містить препарати платини. 
У травні 2019 року FDA схвалило авелумаб у поєднанні з акситинібом для лікування першої лінії пацієнтів із прогресуючою нирково-клітинною карциномою. 
У червні 2020 року FDA схвалило авелумаб для підтримуючої терапії людей з місцево-поширеною або метастатичною уротеліальною карциномою, яка не прогресувала під час хіміотерапії першої лінії на основі платини. 

## Протипоказання
Протипоказань не вказано. 
Жінки, які вагітні або годують груддю, не повинні приймати авелумаб, оскільки це може завдати шкоди плоду, що розвивається, або новонародженій дитині. 

## Побічні ефекти
Найпоширенішими серйозними несприятливими реакціями на авелумаб є імуноопосередковані побічні реакції (пневмоніт, гепатит, коліт, надниркова недостатність, гіпо- та гіпертиреоз, діабет і нефрит) і небезпечні для життя інфузійні реакції. Серед 88 учасників, які брали участь у дослідженні JAVELIN Merkel 200, найпоширенішими побічними реакціями були втома, кістково-м'язовий біль, діарея, нудота, реакція, пов’язана з інфузією, висипання, зниження апетиту та периферичний набряк. Серйозними несприятливими реакціями, які спостерігалися більш ніж у одного пацієнта під час дослідження, були гостре ураження нирок, анемія, біль у животі, кишкова непрохідність, астенія та целюліт .  
Найбільш поширені серйозні ризики пов’язані з імунною системою, коли імунна система організму атакує здорові клітини або органи, такі як легені (пневмоніт), печінка (гепатит), товста кишка (коліт), залози, що виробляють гормони (ендокринопатії) і нирки (нефрит).  Крім того, існує ризик серйозних реакцій, пов’язаних з інфузією. 

## Взаємодії
Оскільки авелумаб є антитілом, не очікується фармакокінетичної взаємодії з іншими препаратами. 

## Фармакологія

### Механізм дії
Авелумаб — це моноклональне антитіло ізотипу IgG1, яке зв’язується з лігандом програмованої смерті 1 (PD-L1) і, таким чином, пригнічує зв’язування з його рецептором програмованої смерті клітин 1 (PD-1). Утворення комплексу рецептор / ліганд (PD-1 / PD-L1) призводить до інгібування CD8+ Т-клітин і, отже, до інгібування імунної реакції. У випадку авелумабу утворення пар лігандів PD-1/PDL1 блокується, і імунна відповідь CD8+ Т-клітин повинна бути посилена. Сам PD-1 також був мішенню для імунотерапії. 

## Історія
У травні 2017 року авелумаб був схвалений у Сполучених Штатах для лікування пацієнтів віком від 12 років із метастатичною карциномою Меркеля, включно з тими, хто раніше не проходив хіміотерапію.  Це перший схвалений FDA метод лікування метастатичної карциноми клітин Меркеля, рідкісної, агресивної форми раку шкіри. 
Схвалення ґрунтувалося на даних відкритого багатоцентрового клінічного дослідження з однією групою (JAVELIN Merkel 200). Усі учасники мали гістологічно підтверджену метастатичну карциному клітин Меркеля з прогресуванням захворювання під час або після хіміотерапії, призначеної для метастатичного захворювання. 
Загальну частоту відповідей оцінював незалежний комітет з огляду відповідно до Критеріїв оцінки відповіді при солідних пухлинах (RECIST) 1.1. Загальна частота відповіді на лікування становила 33% (95% довірчий інтервал [ДІ]: 23,3, 43,8), з 11% повної і 22% часткової відповіді. Серед 29 учасників, які відповіли на лікування, тривалість відповіді становила від 2,8 до 23,3+ місяців, причому 86% відповідей тривали протягом шести місяців або довше. Відповіді спостерігалися в учасників незалежно від експресії пухлини PD-L1 або наявності поліомавірусу клітин Меркеля . 
Також було проведено дослідження з однією групою за участі 88 учасників з метастатичною карциномою клітин Меркеля, які раніше отримували принаймні один попередній курс хіміотерапії.  33% учасників мали повне або часткове зменшення пухлини.  Відповідь тривала більше шести місяців у 86% учасників і більше 12 місяців у 45% учасників. 
FDA задовольнило заявку на пріоритетну перевірку авелумабу, як проривної терапії та визначення його як орфанного лікарського засобу.  FDA схвалив Bavencio компанії EMD Serono Inc за прискореною процедурою. 
У червні 2020 року FDA схвалило авелумаб для підтримуючої терапії для людей з місцево-поширеною або метастатичною уротеліальною карциномою, яка не прогресувала під час хіміотерапії першої лінії препаратами на основі платини. 
Ефективність авелумабу для підтримувального лікування уротеліальної карциноми досліджували в дослідженні JAVELIN Bladder 100 (NCT02603432), рандомізованому, багатоцентровому, відкритому дослідженні, яке охопило 700 учасників з неоперабельною, місцево-поширеною або метастатичною уротеліальною карциномою, яка не прогресувала після чотирьох-шести циклів хіміотерапії першого ряду. 